# Adetus truncatipennis
Adetus truncatipennis là một loài bọ cánh cứng trong họ Cerambycidae.